# Butterfly (Kylie Minogue-dal)
A Butterfly dance-pop dal Kylie Minogue ausztrál énekesnő kislemeze Light Years című albumáról. Szerzője Steve Anderson, producere Mark Picchiotti. A dalt először promóciós lemezen adták ki a lemezlovasok számára, ez 2001-ben a Billboard dance listán 14. helyezett volt, valamint a klubok egyik legtöbbet játszott dala is egyben. 
A dalt eredetileg 2000 nyarán adták ki egy test pressing (próbanyomás) alatt, mellyel igazából a DJ-k reakcióját szerették volna tesztelni a dallal kapcsolatban. A dal sikeres lett, a klubok és a rádióállomások kedvenc dala. Az Egyesült Államokban Blue2 label alatt is megjelent a Blueplate Records kiadónál.

## Formátum és számlista
CD maxi kislemez (USA)
1. Butterfly (4:09)
2. Light Years (4:47)
3. Butterfly (Sandstorm Vocal Mix) (7:15)
4. Butterfly (E-Smoove Vocal Mix) (8:05)
5. Butterfly (Illicit Mix) (7:19)
6. Butterfly (Trisco Mix (Long)) (7:50)
7. Butterfly (Havoc's Deep Inside the Cocoon Mix) (7:56)
8. Butterfly (Craig J's Mix) (5:41)
9. Butterfly (Sandstorm Dub) (9:03)
10. Butterfly (E-Smoove Dub) (8:06)

CD maxi kislemez (USA)
1. Butterfly (Sandstorm Vocal Mix) (7:15)
2. Butterfly (E-Smoove Vocal Mix) (8:05)
3. Butterfly (Illicit Mix) (7:19)
4. Butterfly (Trisco Mix (Short)) (6:37)
5. Butterfly (4:09)

12" maxi kislemez (USA)
1. Butterfly (Sandstorm Vocal Mix) (7:15)
2. Butterfly (E-Smoove Vocal Mix) (8:05)
3. Butterfly (Illicit Mix) (7:19)
4. Butterfly (Trisco Mix (Long)) (7:50)

## Slágerlista
| Slágerlista (2001)                      | Legmagasabb helyezés |
| --------------------------------------- | -------------------- |
| USA Billboard Hot Dance Music/Club Play | 14                   |